# Clubul Sportiv Otopeni 2011-2012

## Rosa
| N. |                    | Ruolo | Calciatore          |
| -- | ------------------ | ----- | ------------------- |
| 1  | Romania (bandiera) | P     | Sorin Bobariu       |
| 2  | Romania (bandiera) | D     | Adrian Scarlatache  |
| 4  | Romania (bandiera) | D     | Cristian Dancia     |
| 5  | Romania (bandiera) | D     | Laurentiu Ivan      |
| 6  | Senegal (bandiera) | D     | Patrick Nyamma      |
| 7  | Romania (bandiera) | A     | Hristu Chiacu       |
| 8  | Romania (bandiera) | C     | Florin Pirvu        |
| 9  | Camerun (bandiera) | A     | Soné Kallé          |
| 10 | Romania (bandiera) | C     | Florin Manea        |
| 11 | Romania (bandiera) | C     | Cristian Constantin |
| 12 | Romania (bandiera) | P     | Cristian Munteanu   |
| 14 | Romania (bandiera) | C     | Valentin Negru      |
| 16 | Romania (bandiera) | C     | Gabriel Caramarin   |

| N. |                    | Ruolo | Calciatore         |  |
| -- | ------------------ | ----- | ------------------ |  |
| 17 | Serbia (bandiera)  | D     | Minja Popović      |  |
| 18 | Serbia (bandiera)  | C     | Predrag Lazić      |  |
| 19 | Romania (bandiera) | A     | Liviu Ganea        |  |
|    | Romania (bandiera) | C     | Cornel Predescu    |  |
| 21 | Romania (bandiera) | D     | Nicolae Mușat      |  |
| 23 | Romania (bandiera) | C     | Sorin Pana         |  |
| 24 | Romania (bandiera) | D     | Claudiu Dumitrescu |  |
| 25 | Camerun (bandiera) | A     | Jean-Paul Yontcha  |  |
| 26 | Romania (bandiera) | C     | Gabriel Margarit   |  |
| 27 | Romania (bandiera) | A     | Octavian Draghici  |  |
| 28 | Francia (bandiera) | C     | Nasser Menassel    |  |
| 34 | Romania (bandiera) | D     | Ionuț Rada         |  |
| 20 | Romania (bandiera) | A     | Ramon Badescu      |  |